# Мали Паранак
Мали Паранак је мало ненасељено острво у хрватском делу Јадранског мора.
Острво се налази у пред заливом Сушица на југоисточном крају острва Сеструњ. Површина острва износи 0,029 км². Дужина обалске линије је 0,6 км.. Највиши врх на острву је висок 16 метара.